# Gyűrűs
Gyűrűs là một thị trấn thuộc hạt Zala, Hungary. Thị trấn này có diện tích 4,19 km², dân số năm 2010 là 92 người, mật độ 22 người/km².